# Dodone (dème)
Dodone (en grec : Δωδώνη) est un dème situé dans la périphérie d'Épire en Grèce. Le dème actuel est issu de la fusion en 2011 entre les dèmes d'Ágios Dimítrios, de Dodone, de Lákka Soulíou et des Selles. 
Son chef-lieu est la localité d'Agía Kyriakí (el).
Il tient son nom du sanctuaire de Dodone, consacré à Zeus l'un des plus anciens oracles de la Grèce antique, qui date probablement du XIIe siècle av. J.-C.

Logo du dème.